# Jean Andrieu
Jean Andrieu (Montaigu-de-Quercy, 1816-París, 1872) fue un fotógrafo y editor francés.
Nació en la ciudad de Montaigu-de-Quercy (Tarn-et-Garonne), fue editor de vistas estereoscópicas de la ciudad de París. Estuvo activo entre 1862 y 1876. También fue conocido como “Jean Montaigue Andrieu” y “Jules Andrieu”.
Su estudio fotográfico en París estuvo situado en:
- Rue de Montholon, 33;
- Boulevard de Sébastopol, 91;
- Rue St-Lazare, 7.

A partir de 1865 trabajó como fotógrafo del Ministerio de la Marina y de las Colonias. En 1872 sus fondos fueron comprados por Adolphe Block, quien continuó la explotación y conservó la numeración de Andrieu y las iniciales «J. A.» sobre los cartones de montaje.

## Libros-álbumes publicados
Sus series sobre ciudades costeras de 1862 —Villes et ports maritimes de l'ocean et de la Méditerranée— están probablemente relacionadas con su trabajo como fotógrafo del Ministerio de Marina o tal vez a ella se debiese su nombramiento como tal. Las vistas de los Desastres producidos en París durante  la Comuna de 1871 son las de mayor fama como fotógrafo.
- Biarritz y la Costa Vasca: Vues stéréoscopiques de Jean Andrieu. Voyage aux Pyrénées. Biarritz et la côte basque (París, 1862-1863).
- Niza y la  Costa Azul: Vues stéréoscopiques de Jean Andrieu. Villes et ports maritimes. Nice et la Côte d'azur (París, 1863).
- Marsella: Vues stéréoscopiques de Jean Andrieu. Villes et ports maritimes. Marseille (París, 1863).

Andrieu publicó grandes series de vistas antes de la colección de España (en la que incluyó Gibraltar):
- Pirineos: Vues stéréoscopiques de Jean Andrieu. Vues des Pyrénées(París, c. 1862-1863);
- Italia: Vues stéréoscopiques de Jean Andrieu. Vues d'Italie (París, 1865-1880);
- Erupción del volcán Etna: Vues stéréoscopiques de Jean Andrieu. Éruption de l'Etna, 1.er mars 1865 (París, 1865);
- Suiza y Saboya: Vues stéréoscopiques de Jean Andrieu. Vues de Suisse et Savoie (París, 1865-1880).
- Palestina, Siria y Egipto: Catalogue historique et descriptif des vues stéréoscopiques de Palestine (Terre-Sainte), de Syrie et d'Egypte (París, 1869).

Sobre los desastres de la Comuna de París publicó el álbum:
- Photographies positives. Oeuvre de Jean Andrieu (París, 1871).[2]

Realizó una serie de vistas estereoscópicas de España publicadas en Catalogue des vues stéréoscopiques des Pyrénées, de l'Italie méridionale et septentrionale comprenant la Sicile et des villes et ports maritimes de l'Océan et de la Méditerranée, de la Suisse, nouvelle collection de l'Espagne, París, 1868. Las fotografías de este último catálogo se pueden fechar con bastante certeza en 1867.
Las vistas de la serie general de España llevan una numeración continua, entre el 2422 y el 2733; están numeradas siguiendo el recorrido de su viaje y trabajo por la geografía de España.
La serie se compone de 312 vistas. Analizando los grupos fotográficos vemos que en ellas se incluyen:
- Tres capitales con series «amplias»: Sevilla con 75 vistas; Granada con 52; Madrid con 42. (En conjunto concentran más del 50 % del total).
- Siee series «medianas»: Toledo, 23; Barcelona, 17; Córdoba y Guipúzcoa, 14; Málaga y Cartagena, 11; Gibraltar, 12.
- Seis series «menores»: Valencia y Aranjuez, 9; El Escorial, Burgos y Cádiz, 6; Alicante, 5.

Un análisis de las vistas por tipos y una observación directa de las imágenes nos permiten deducir que Andrieu tenía preferencias por algunos tipos de imágenes:
- Vistas generales o panorámicas de una ciudad, con carácter aéreo o semiaéreo, al tomarse desde un edificio —torreón o faro— o, aprovechando la orografía, desde un accidente geográfico natural.
- Primeros planos.
- Interiores de espacios; así muestra vistas interiores de salones palaciegos (Sevilla y Madrid) y de patios de tradición mediterránea e islámicos (Sevilla y Granada).

En Andrieu se observa una especial predilección por las vistas de puertos.